# Døde i 1981
Døde i 1981  er en liste over notable personer, der er afgået ved døden i 1981 . 

## Januar
| - Prinsesse Alice, grevinde af Athlone - Harold Clayton Urey - Richard Boone - Beulah Bondi - Bernard Lee |

- 3. januar - Prinsesse Alice, grevinde af Athlone, britiske prinsesse (født 1883).
- 5. januar - Harold Clayton Urey, amerikansk kemiker og nobelprismodtager (født 1893).
- 5. januar - Leopold Wohlrab, østrigsk håndboldspiller (født 1912).
- 6. januar - Archibald J. Cronin, skotsk forfatter (født 1896).
- 8. januar - Jessie Rindom, dansk skuespillerinde (født 1903).
- 9. januar - Kazimierz Serocki, polsk komponist (født 1922).
- 10. januar - Richard Boone, amerikansk skuespiller (født 1917).
- 11. januar - Beulah Bondi, amerikansk skuespillerinde (født 1889).
- 11. januar - Malcolm MacDonald, britisk politiker (født 1901).
- 13. januar - Finn Gundelach, dansk diplomat og EF-kommissær (født 1925).
- 16. januar - Bernard Lee, engelsk skuespiller (født 1908).
- 16. januar - Peter Bredsdorff, dansk arkitekt og byplanlægger (født 1913).
- 19. januar - Otto Kierulff, dansk ingeniør (født 1891).
- 20. januar - Vittorio Tamagnini, italiensk bokser (født 1910).
- 22. januar - Stephan Hurwitz, dansk professor og ombudsmand (født 1901).
- 23. januar - Samuel Barber, amerikansk komponist (født 1910).
- 25. januar - Lobsang Rampa, britisk forfatter (født 1910).
- 29. januar - Reginald Martin, britisk lacrosse-spiller (født 1887).
- 31. januar - Cozy Cole, amerikansk jazztrommeslager (født 1909).

## Februar
| - Geirr Tveitt - Frederikke af Hannover - Bill Haley - Bruce Austin Fraser - Gunichi Mikawa |

- 1. februar - Eric Hultén, svensk botaniker og plantegeograf (født 1894).
- 1. februar - Ernst Pepping, tysk komponist, lærer og professor (født 1901).
- 1. februar - Geirr Tveitt, norsk komponist, pianist og musikteoretiker (født 1908).
- 6. februar - Frederikke af Hannover, tysk-græsk dronning (født 1917).
- 6. februar - Hugo Montenegro, amerikansk orkesterleder og komponist (født 1925).
- 9. februar - Aase Hansen, dansk forfatter og oversætter (født 1893).
- 9. februar - Aage Helgesen Vedel, dansk viceadmiral (født 1894).
- 9. februar - Aksel Tovborg Jensen, dansk kemiker og professor (født 1911).
- 9. februar - Bill Haley, amerikansk rockmusiker (født 1925).
- 10. februar - Hans Helbæk, dansk arkæolog og palæobotaniker (født 1907).
- 12. februar - Bruce Austin Fraser, engelsk admiral (født 1888).
- 14. februar - Erik Westerby, dansk arkæolog (født 1901).
- 14. februar - Valdemar Kristensen, dansk rektor (født 1908).
- 15. februar - Peter Manniche, dansk højskoleforstander (født 1889).
- 15. februar - Karl Richter, tysk dirigent, organist og cembalist (født 1926).
- 15. februar - Mike Bloomfield, amerikansk guitarist (født 1943).
- 17. februar - Ellen Gottschalch, dansk skuespiller (født 1894).
- 17. februar - Alberto Zozaya, argentinsk fodboldspiller og -træner (født 1908).
- 18. februar - Gösta Nordgren, svensk sanger (født 1926).
- 19. februar - Douglas Lewis, canadisk bokser (født 1898).
- 21. februar - Max Bæklund, dansk modstandsmand (født 1913).
- 21. februar - Henning Schram, dansk parodist og entertainer (født 1914).
- 25. februar - Agnes Thorberg Wieth, dansk skuespiller (født 1886).
- 25. februar - Gunichi Mikawa, japanske viceadmiral (født 1888).
- 25. februar - Leonard Percival Howell, jamaicansk præst og medgrundlagde af rastafaribevægelsen (født 1898).
- 25. februar - Arne Ungermann, dansk illustrator og bladtegner (født 1902).
- 26. februar - Howard Hanson, amerikansk komponist og dirigent (født 1896).

## Marts
| - Roberto F. Chiari - René Clair - Claude Auchinleck |

- 1. marts - Anders Malling, dansk præst og politiker (født 1896).
- 1. marts - Roberto F. Chiari, panamansk præsident (født 1905).
- 2. marts - Ole Mortensen, dansk sanger, musikarrangør og radiomedarbejder (født 1924).
- 7. marts - Hilde Krahwinkel Sperling, tysk-dansk tennisspiller (født 1908).
- 8. marts - Martinus Thomsen, dansk forfatter og mystiker (født 1890).
- 8. marts - Elisabeth Knuth, dansk hofdame (født 1899).
- 14. marts - Eli Bøgh, dansk missionær (født 1893).
- 15. marts - René Clair, fransk filminstruktør (født 1898).
- 23. marts - Claude Auchinleck, britisk feltmarskal (født 1884).
- 26. marts - Frank Fiddes, canadisk roer (født 1906).
- 27. marts - Preben Kaas, dansk skuespiller, manuskriptforfatter og filminstruktør (født 1930).
- 28. marts - Johan Exner, dansk provst og modstandsmand (født 1897).
- 29. marts - Frantz Vilhelm Theodor Harlang, dansk reklamemand og erhvervsleder (født 1899).
- 30. marts - Thor Nis Christiansen, dansk-amerikansk seriemorder (født 1957).

## April
| - Omar Bradley - Lord Russell of Liverpool - Joe Louis - Danilo Švara - Jim Davis |

- 3. april - Juan Trippe, amerikansk luftfartsentreprenør og pionér (født 1899).
- 4. april - Leo Kanner, østrigsk-amerikansk psykiater og læge (født 1894).
- 5. april - Kai Rich, dansk tegner (født 1910).
- 7. april - Norman Taurog, amerikansk filminstruktør (født 1899).
- 8. april - Omar Bradley, amerikansk general (født 1893).
- 8. april - Lord Russell of Liverpool, engelsk advokat og forfatter (født 1895).
- 12. april - Joe Louis, amerikansk bokser (født 1914).
- 18. april - Tage Andersen, dansk tegner og tegneserieskaber (født 1922).
- 19. april - Ernst Levy, schweizisk komponist, dirigent, lærer og musikolog (født 1895).
- 19. april - Christian Poulsen, dansk skakspiller (født 1912).
- 23. april - James Angus Gillan, britisk roer (født 1885).
- 24. april - Asger Gjessing, dansk erhvervsleder (født 1887).
- 24. april - Margarita af Grækenland, græsk prinsesse (født 1905).
- 25. april - Paul Bontemps, fransk atlet (født 1902).
- 25. april - Danilo Švara, slovensk komponist, dirigent, pianist og lærer (født 1902).
- 26. april - Jim Davis, amerikansk skuespiller (født 1909).
- 30. april - Werner Catel, tysk professor (født 1894).

## Maj
| - Paul Green - Odd Hassel - Bob Marley - Gustaf Dyrssen - Marina Petrovna af Rusland - William Saroyan |

- 2. maj - Harold Charles Wilson, amerikansk roer (født 1903).
- 2. maj - William Dennison, canadisk borgmester (født 1905).
- 4. maj - Paul Green, amerikansk dramatiker (født 1894).
- 5. maj - Bobby Sands, irsk republikaner (født 1954).
- 10. maj - Svend Nyboe Andersen, dansk udenrigskorrespondent (født 1932).
- 11. maj - Odd Hassel, norsk kemiker og nobelprismodtager (født 1897).
- 11. maj - Bob Marley, jamaicansk reggaemusiker (født 1945).
- 13. maj - Gustaf Dyrssen, svensk generalløjtnant, idrætsmand og -leder (født 1891).
- 14. maj - Michele Andreolo, uruguayansk fodboldspiller (født 1912).
- 15. maj - Marina Petrovna af Rusland,  russisk prinsesse (født 1892).
- 18. maj - Eleonore Baur, tysk sygeplejerske og nazist (født 1885).
- 18. maj - Arthur O'Connell, amerikansk skuespiller (født 1908).
- 18. maj - William Saroyan, armensk-amerikansk skuespiller og dramatiker (født 1908).
- 24. maj - Poul Schiang, dansk atlet (født 1904).
- 30. maj - Georg Ponsaing, dansk arkitekt (født 1889).

## Juni
| - Joseph Wright jr. - Jenny Maxwell - Hendrik Andriessen - Richard O'Connor |

- 1. juni - Jan Zdenek Bartos, tjekkisk komponist, violinist og lærer (født 1908).
- 4. juni - Cedric Liddell, canadisk roer (født 1913).
- 7. juni - Ödön Téry, ungarsk gymnast (født 1890).
- 7. juni - Joseph Wright jr., canadisk roer (født 1906).
- 9. juni - Erich Obst, tysk geograf (født 1886).
- 10. juni - Jenny Maxwell, amerikansk skuespiller (født 1941).
- 11. juni - Albert Markos, rumænsk komponist, dirigent, professor og violinist (født 1914).
- 12. juni - Hendrik Andriessen, hollandsk komponist og organist (født 1892).
- 12. juni - Humberto Tomasina, uruguayansk fodboldspiller (født 1898).
- 14. juni - Alberto Winkler, italiensk roer (født 1932).
- 17. juni - Richard O'Connor, britisk general (født 1889).
- 21. juni - Alberto Suppici, uruguayansk fodboldspiller og -træner (født 1898).
- 23. juni - Zarah Leander, svensk sanger og skuespiller (født 1907).
- 24. juni - Ole Brandt, grønlandsk digter (født 1918).
- 25. juni - Christian Bek, dansk forstander (født 1905).
- 27. juni - Henning Koppel, dansk billedhugger og designer (født 1918).
- 28. juni - Terry Fox, canadisk løber (født 1958).

## Juli
| - Niels Erik Nørlund - Oscar Van Hemel - Hermann von Hanneken - William Wyler - Omar Torrijos |

- 1. juli - George Voskovec, amerikansk skuespiller (født 1905).
- 4. juli - Niels Erik Nørlund, dansk matematiker, astronom, professor og rektor (født 1885).
- 5. juli - Jorge Urrutia, chilensk komponist, lærer og skribent (født 1905).
- 8. juli - Gottfrid Björck, svensk officer (født 1893).
- 9. juli - Oscar Van Hemel, hollandsk-belgisk komponist, violinist og lærer (født 1892).
- 9. juli - Niels Ferlov, dansk rektor (født 1913].
- 10. juli - Jens Lillelund, dansk direktør og modstandsmand (født 1904).
- 14. juli - Emil Victor Schau Lassen, dansk godsejer og officer (født 1893).
- 16. juli - Harry Chapin, amerikansk singer-songwriter (født 1942).
- 22. juli - Hermann von Hanneken, tysk general (født 1890).
- 23. juli - Ivan Eklind, svensk fodbolddommer (født 1905).
- 26. juli - Søren Christian Christensen, dansk jazz-violinist (født 1923).
- 27. juli - Paul Brunton, britisk journalist, forfatter, filosof og mystiker (født 1898).
- 27. juli - William Wyler, amerikansk filminstruktør (født 1902).
- 31. juli - Omar Torrijos, panamansk leder (født 1929).

## August
| - Melvyn Douglas - Karl Böhm - Glauber Rocha - Carl-Gustav Grüner Schøller - Mohammad Ali Rajai |

- 2. august - Stefanie Fryland Clausen, dansk svømmer og tårnspringer (født 1900).
- 2. august - Athol Meech, canadisk roer (født 1907).
- 2. august - Delfo Cabrera, argentinsk løber (født 1919).
- 4. august - Melvyn Douglas, amerikansk skuespiller (født 1901).
- 6. august - Randi Michelsen, dansk skuespiller (født 1903).
- 14. august - Karl Böhm, østrigsk dirigent (født 1894).
- 15. august - Ralph Kubail, tysk roer (født 1952).
- 17. august - Ernst Syberg, dansk maler (født 1906).
- 18. august - Robert Russell Bennett, amerikansk komponist (født 1894).
- 22. august - Arvid Richert, svensk diplomat og landshøvding (født 1887).
- 22. august - Glauber Rocha, brasiliansk filminstruktør (født 1938).
- 23. august - Trevor Coker, newzealandsk roer (født 1949).
- 25. august - Carl-Gustav Grüner Schøller, dansk modstandsmand og officer (født 1903).
- 27. august - Valerij Kharlamov, sovjetisk ishockeyspiller (født 1948).
- 28. august - Paul Anspach, belgisk fægter (født 1882).
- 28. august - Jørgen Ryg, dansk skuespiller og musiker (født 1927).
- 29. august - Daniel Myschetzky, russisk fyrste og diplomat (født 1891).
- 30. august - Mohammad Ali Rajai, iransk præsident (født 1933).

## September
| - Ann Harding - Sri Nisargadatta Maharaj - Hideki Yukawa - Jacques Lacan - Eugenio Montale |

- 1. september - Ann Harding, amerikansk skuespiller (født 1902).
- 1. september - Albert Speer, tysk arkitekt og krigsminister (født 1905).
- 2. september - Tadeusz Baird, polsk komponist (født 1928).
- 8. september - Sri Nisargadatta Maharaj, indiske mystikere (født 1897).
- 8. september - Hideki Yukawa, japansk fysiker og nobelprismodtager (født 1907).
- 9. september - Jacques Lacan, fransk psykoanalytiker (født 1901).
- 11. september - Cecil McMaster, sydafrikansk atlet (født 1900).
- 12. september - Eugenio Montale, italiensk digter og nobelprismodtager (født 1896).
- 14. september - Robert Larsen, dansk bokser (født 1898).
- 21. september - Richard Henry Dewing,  britiske generalmajor (født 1891).
- 22. september - Harry Warren, amerikansk komponist og sangskriver (født 1893).
- 23. september - Dan George, canadisk høvding, forfatter og skuespiller (født 1899).
- 27. september - Robert Montgomery, amerikansk skuespiller og filminstruktør (født 1904).
- 29. september - Bill Shankly, skotsk fodboldspiller og -træner (født 1913).
- 29. september - Aage Grauballe, dansk journalist og tegneserieforfatter (født 1924).
- 30. september - Agnes Phister-Andresen, dansk skuespiller (født 1892).
- 30. september - Flemming Weis, dansk komponist og organist (født 1898).

## Oktober
| - Gloria Grahame - Anwar Sadat - Max Sørensen - Nils Asther - Moshe Dayan |

- 1. oktober - Marius P. Weibel, dansk ingeniør og erhvervsleder (født 1896).
- 2. oktober - Sigurd Jensen, dansk historiker (født 1912).
- 4. oktober - Franz Amrehn, tysk advokat og borgmester (født 1912).
- 5. oktober - Sven Gyldmark, dansk komponist (født 1904).
- 5. oktober - Gloria Grahame, amerikansk skuespiller (født 1923).
- 6. oktober - Anwar Sadat, egyptisk præsident (født 1918).
- 8. oktober - Heinz Kohut, østrigsk-amerikansk psykoanalytiker (født 1913).
- 11. oktober - Max Sørensen, dansk professor og dommer ved EF-domstolen (født 1913).
- 12. oktober - Holger Sørensen, dansk arkitekt (født 1913).
- 13. oktober - Nils Asther, svensk skuespiller (født 1897).
- 13. oktober - Walt Rosenberg, dansk skuespiller (født 1918).
- 16. oktober - Poul J. Jelgren, dansk telegrafist, elektromekaniker og modstandsmand (født 1912).
- 16. oktober - Moshe Dayan, israelsk general og politiker (født 1915).
- 21. oktober - Wilfried Puis, belgisk fodboldspiller (født 1943).
- 24. oktober - Edith Head, amerikansk kostumedesigner (født 1897).
- 25. oktober - Egon Sørensen, dansk fodbolds- og håndbolds-målmand (født 1913).
- 29. oktober - Sonja Meyer, dansk arkitekt (født 1898).
- 29. oktober - Georges Brassens, fransk sanger og sangskriver (født 1921).
- 30. oktober - Jón Kaldal, islandsk fotograf og atlet (født 1896).

## November
| - William Holden - Hans Adolf Krebs - Jack Albertson - Natalie Wood |

- 2. november - Inge Aasted, dansk børnebogsforfatter (født 1918).
- 2. november - Wally Wood, amerikansk tegneserietegner og -forfatter (født 1927).
- 3. november - Eraldo Monzeglio, italiensk fodboldspiller og -træner (født 1906).
- 6. november - Alf Schiøttz-Christensen, dansk chefredaktør (født 1909).
- 7. november - Will Durant, amerikansk filosof, historiker og forfatter (født 1885).
- 10. november - Abel Gance, fransk filminstruktør (født 1889).
- 11. november - Kay Christensen, dansk maler og grafiker (født 1899).
- 11. november - Erwin Schulz, tysk SS-Brigadeführer og generalmajor (født 1900).
- 12. november - William Holden, amerikansk skuespiller (født 1918).
- 13. november - Gunnar Tycho Langhoff Andersen, dansk cykelrytter (født 1911).
- 20. november - Knud Ejler Løgstrup, dansk filosof, teolog og professor (født 1905).
- 21. november - Aage Morville, dansk seminarierektor (født 1894).
- 21. november - Ejner Federspiel, dansk skuespiller (født 1896).
- 22. november - Hans Adolf Krebs, tysk-britisk fysiker, biokemiker og nobelprismodtager (født 1900).
- 25. november - Jack Albertson, amerikansk skuespiller og sanger (født 1907).
- 26. november - Max Euwe, hollandsk matematiker og skakspiller (født 1901).
- 27. november - Lotte Lenya, østrigsk sanger og skuespiller (født 1898).
- 28. november - Arthur Jensen, dansk skuespiller (født 1897).
- 28. november - Tage Wedel-Heinen, dansk embedsmand (født 1906).
- 29. november - Anders Dahlerup, dansk programchef (født 1929).
- 29. november - Natalie Wood, amerikansk skuespiller (født 1938).
- 30. november - Sander Bonde, dansk bokser (født 1933).

## December
| - Anders Österling - Karl Struss - Mehmet Shehu - Hoagy Carmichael |

- 4. december - Zoilo Saldombide, uruguayansk fodboldspiller (født 1905).
- 4. december - Ole Sarvig, dansk forfatter (født 1921).
- 5. december - Charles Barton, amerikansk skuespiller (født 1902).
- 13. december - Anders Österling, svensk forfatter (født 1884).
- 13. december - Cornelius Cardew, engelsk avant-garde komponist (født 1936).
- 14. december - Anton Perwein, østrigsk håndboldspiller (født 1910).
- 15. december - Karl Struss, amerikansk fotograf (født 1886).
- 15. december - Aksel E. Christensen, dansk historiker og professor (født 1906).
- 15. december - Sam Jones, amerikansk bassist, cellist og komponist (født 1924).
- 16. december - Victor Kugler, østrig-ungarnsk født, hollandsk modstandsmand (født 1900).
- 17. december - Antiochos Evangelatos, græsk komponist, dirigent og lærer (født 1903).
- 17. december - Mehmet Shehu, albansk premierminister (født 1913).
- 24. december - Alma Hinding, dansk stumfilmskuespiller (født 1892).
- 27. december - Hoagy Carmichael, amerikansk jazzkomponist (født 1899).
- 30. december - Ellen Jansø, dansk skuespiller (født 1906).

## Ukendt døds-dato
- William Herodes Pfamsteiger, tysk opfinder (født 1898).
- Svend Gjørling, dansk atlet (født 1902).
- Wilfred Petersen, dansk nazist (født 1905).